# Heilige Familie (Altenstadt an der Waldnaab)

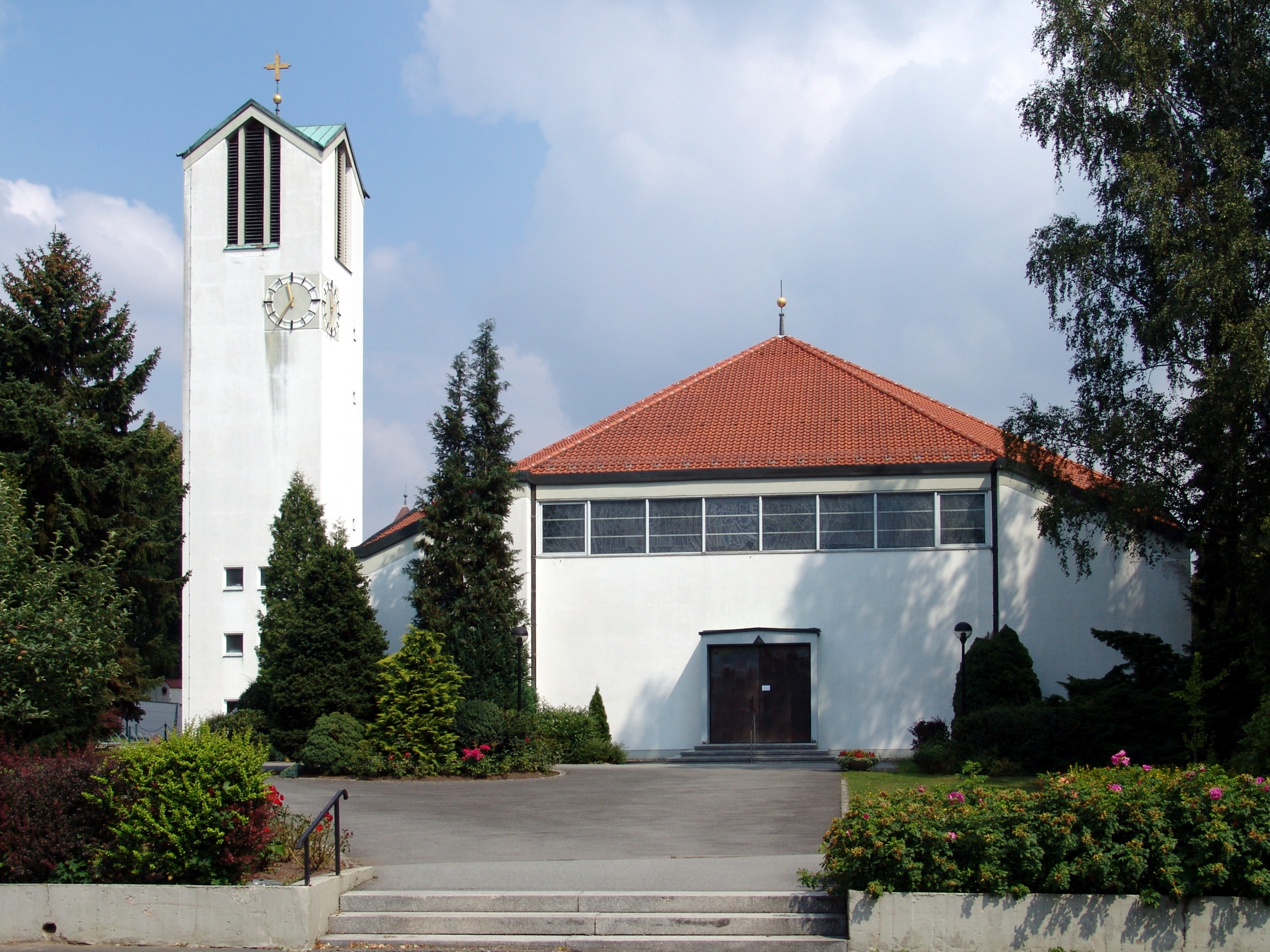
Die Pfarrkirche Heilige Familie

Die römisch-katholische Kirche Heilige Familie in Altenstadt an der Waldnaab ist eine Pfarrkirche der Diözese Regensburg.

## Geschichte und Architektur
Wegen des starken Bevölkerungszuwachses nach dem Zweiten Weltkrieg wurde Anfang der 1960er-Jahre eine größere Pfarrkirche benötigt. Da eine Erweiterung der alten Pfarrkirche aufgrund des Denkmalschutzes nicht in Frage kam, wurde ein Neubau beschlossen. Mit dem Bau der neuen Kirche wurde im Frühjahr 1961 begonnen. Bereits am 30. September 1961 wurde sie geweiht. Es ist eine Zeltkirche, die etwa 500 Personen Platz bietet.

## Ausstattung
Erich Schickling schuf die Glasfensterzyklen mit der Darstellung der Heiligen Familie, der Weihnachtsgeschichte, Genesis, Apokalypse und des Himmlischen Jerusalems.

## Orgel

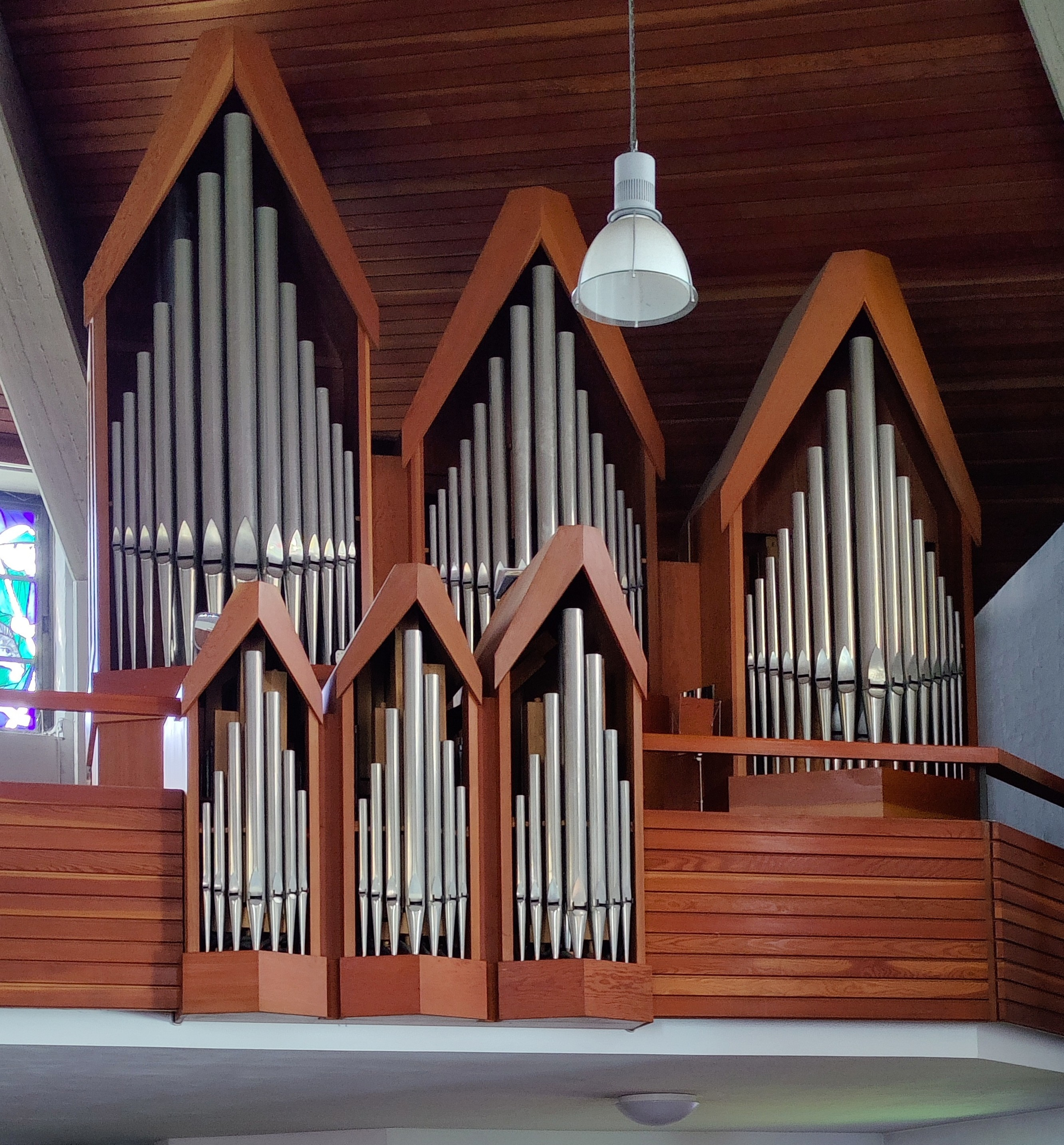
Die Ismayr-Orgel

Die Orgel mit 20 Registern auf zwei Manualen und Pedal wurde 1984 von Günter Ismayr gebaut. Die Disposition lautet:
| I Rückpositiv C–g3 |       |
| Holzgedackt        | 8′    |
| Metallflöte        | 4′    |
| Prinzipal          | 2′    |
| Quinte             | 1 ⁄3′ |
| Oktave             | 1′    |
| Krummhorn          | 8′    |

| II Hauptwerk C–g3   |       |
| Prinzipal           | 8′    |
| Oktave              | 4′    |
| Septsesquialter III | 2 ⁄3′ |
| Mixtur V            | 1 ⁄3′ |
| Trompete            | 8′    |
|                     |       |
| im Schwellkasten:   |       |
| Rohrflöte           | 8′    |
| Flute douce         | 4′    |
| Schwiegel           | 2′    |
| Tremulant           |       |

| Pedal C–f1      |       |
| Subbaß          | 16′   |
| Offenbaß        | 8′    |
| Stillgedackt    | 8′    |
| Choralbaß       | 4′    |
| Rauschpfeife II | 2 ⁄3′ |
| Posaune         | 16′   |

- Koppeln: I/II, I/P, II/P
- Spielhilfen: 1 freie Kombination, 1 freie Pedalkombination, Crescendo, Tutti, Walze ab, Zungen ab
- Bemerkungen: Schleifladen, mechanische Spiel- und elektrische Registertraktur

## Glocken
Die Kirche verfügt über vier Glocken. Sie wurden 1962 von Georg Hofweber in Regensburg gegossen und haben die Schlagtöne cis1, dis1, fis1 und gis1.